# マテリアルゴースト
『マテリアルゴースト』は、葵せきなによる日本のライトノベル。イラストはてぃんくるが担当。2006年、富士見ファンタジア文庫（富士見書房）より2006年1月から2007年5月まで刊行された。第17回ファンタジア長編小説大賞佳作受賞作。作者のブログにて本作の外伝的ストーリーである「オルタナティブゴースト」と「インビジブルゴースト」が掲載されている。
メディアミックスとして、『月刊ドラゴンエイジ』で2011年5月号から2012年4月号まで星野円によるコミカライズが連載された。

## ストーリー
自殺志願者の高校生、式見蛍は交通事故にあったショックにより「自分の半径2m範囲内の幽霊を実体化させる」という能力が発現してしまう。それがきっかけとなり、記憶喪失の幽霊の少女ユウと出会い、奇妙な同棲生活を送る事になる。

## 登場人物
式見 蛍（しきみ けい）
本作の主人公で、男子高校生。自殺志望で、口癖で「死にてぇ」とよく言っているが、その割に痛いことは嫌なので苦しまずに死ねる方法を探している。現在は家族から離れて一人暮らしをしている。
普段はクールキャラを装っているが、仲のいい相手には熱くなりやすく、あまりクールになりきれていない節がある。また、かなりのお人よしであり困っている人を見ると文句を言いつつも助けてしまう。恋愛面に関しては凄まじく鈍感で、ほとんどの女性キャラから好意を持たれているが、本人はまったく気づいていない。中性的な容姿のために女装が似合い、蛍のことを女子だと思ってしまった親友の陽慈から2度告白を受けている（それ以来、女装の時は陽慈の前では「ケイコ」と偽名を名乗る）。
世界の根本を変えてしまう霊体物質化能力のせいで異端とされたために世界の意思によって拒否され、死にたがりになった。当初の物質化範囲は2mだったが徐々に拡大し、終盤では約3mまで広がっている。マテリアルゴースト水月鏡花になってからの物質化範囲は1cm。
第4巻のラストで王タナトスの策略で死亡するが、自らマテリアルゴーストとなる。タナトスの策略を阻止し、悪霊のマテリアルゴーストを全て駆除した後、成仏した。
ユウ
蛍が偶然出会った記憶喪失の幽霊の超美少女。名前が分からなかった為、蛍が幽霊の“幽”をとって名づけたが、当て字として遊兎（遊ぶ兎）としている。
世界の意思によって作られ、蛍を監視するために派遣された。そのため、蛍の好みに合うように作られている。
蛍の霊体物質化能力により物体に触れられるため、ところ構わず蛍に抱きついてくる。幽霊とは思えないほどハイテンションであり、その上疲れの概念が無いため深夜だろうとお構いなしに騒ぎ立て、蛍の睡眠を妨害する。時間が経つに連れて食事・睡眠も出来るようになり、蛍にとっては人間とほぼ代わりない存在である。
萌えアニメを好み、自らもロリータ的な服装を好んで着ることなど、ディープな嗜好を持っている。
神無 鈴音（かんな りんね）
蛍の同級生で、白磁の様に白い肌を持つ、ユウに負けず劣らずの美少女。また、霊能力者の家系である神無家の血筋を引く巫女少女でもある。霊能力者としての能力は低いながらも知識は膨大だが、応用が苦手なためパニックに陥りやすい。自分と違い優秀な姉の深螺にコンプレックスを抱いていたが、3巻で和解。
コスプレの一種となった巫女服を着るのを頑なに嫌がっており、紗鳥に「巫女服を着ない巫女娘」と呼ばれてしまう。
蛍に友達以上の感情を持っており、蛍に褒められたり、好きだと言われたときには、顔が真っ赤になるほど照れてしまう。だが肝心の蛍が凄まじく鈍感なため仲はほとんど進展していない。
真儀瑠 紗鳥（まぎる さとり）
蛍の通う高校の先輩。「帰宅部部長」を名乗り、よく蛍たちを下校の帰り道に誘う。「お前が先輩と私を呼ぶなら、私も後輩と呼ぶ」という理由で蛍を「後輩」と呼んでいる。
かなりの美人だが、容姿に似合わない男口調を使う。傍若無人な性格で、蛍も半強制的に帰宅部副部長に任命されおもちゃにされているが、本当に大事なところではきちんと周りのことを考えて行動するため、信頼は厚い。4歳離れた弟綾兎がいるが、両親の離婚により別れた母親に引き取られている。両親の離婚で精神的に苛んでいた影響から中学時代は周囲には上品な振る舞いで「作った自分」を演じていたが、中学時代のクラスメイトである陽慈や後輩の蛍には本性を見破られている。
帰宅部のなかで唯一霊視能力が無いため、霊関係のことになると一気に影が薄くなってしまい、本人もそれを悩んでいる。
幽霊が見えないながらもユウの存在に気づくなど、非常に高い推理力を持っており、真偽のほどは定かではないが、連続殺人事件を解決したこともあるらしい。
著者の次回作である『生徒会の一存』にも生徒会顧問として登場している。
星川 陽慈（ほしかわ ようじ）
2巻より登場。蛍の幼馴染で、一つ先輩に当たる男子高校生。蛍と同じ地域の都麦学園に進学しており、現在は寮で暮らしている。紗鳥とは中学時代のクラスメイト。
常に行動的で、考えるより体が先に動くタイプだが、後先を考えないので自爆することが多い。
ユウを幽霊と気づかないほどの霊視能力を持っている。また、恋愛遍歴目視能力も持っているようだが、本人が少し抜けているためあまり使いこなせてはいない。
過去に蛍のことを女子だと思い告白したことがあり、その後もバイトで女装していた蛍に、蛍本人であることを気付かずに告白してしまう。
篠倉 綾（しのくら あや）
2巻より登場。蛍の幼馴染であった少女、陽慈と同じく実家から遠く離れた高校に進学してきており、蛍が紗鳥にランチを奢る為にやることになったバイト先で再会する。非常に明るく、「あははー」という語尾が延びる特徴的な笑い方をする。好物はレモン飴であり、彼女からこれを渡されることは友好の証である。
第2巻において、「美女連続顔剥ぎ殺人事件」の際には顔剥ぎに憑依された。
式見 傘（しきみ さん）
3巻より登場。蛍の妹で、蛍の実家近くの高校に通っている。夏休みに入った直後に唐突に現れて蛍の家で住むことになる。かなりのブラコンであり、やたら蛍とくっつきたがるのでユウとよく揉めている。タナトスの策略によって意識不明の重体になったため幽体離脱し生霊になっていたが、4巻では回復している。
神無 深螺（かんな しんら）
3巻より登場。鈴音の姉であり、神無家を代表する霊能力者。非常に強い霊力を持っている。蛍が死にたがりな理由と、苦しまずに死ねる方法を伝えるために現れた。
除霊には三種の神器と呼ばれる自作の道具を用いるが、悪霊を利用することもあるため、漆黒の巫女と呼ばれている。
かなりの美人かつ非常に大人っぽい口調で話し落ち着いた物腰であるが、新しく覚えた語句を使いたがるなど子供らしい面も多々ある。たとえ話にパソコン用語をよく使い、自身もサイト「ゴッドレス」を公開しているなど巫女らしく無い趣味を持っている。
多少ずれた部分があり、蛍をはじめとする帰宅部メンバーを驚かせる。赤面症で自分でも恥ずかしいと思っているらしく、蛍に指摘された時はぴくぴくと耳が動いていた。
妹の鈴音を第一に考えるほどのシスコン。妹に汚い仕事をさせまいと奮闘した結果、コンプレックスを抱かせてしまったが3巻で和解。
カズミ / ショーコ
1巻から章と章の間に登場し、都市伝説や悪霊について語る（カズミがショーコに事件のあらましなどを説明する形をとる）女子高校生2人組。
事件に関わらない第三者からの視点を読者に伝える重要な役割を持つ。
WEB上で一時的に配布された小説「ビターテイスト」ではメインキャラに昇格した。
日向 耀（ひなた あかる）
4巻より登場。帰宅部の3人目の部員であり、蛍から見ると後輩に当たる。紗鳥に憧れており、紗鳥が蛍ばかりを構うのに嫉妬して蛍が絡む出来事に参加しなかったため、帰宅部パーティの前までは蛍とは面識が無かった。
初対面の人間に特大パフェをムリヤリ奢らせるなど、本人の自覚のないところで人に迷惑をかける人種であり、傲慢で自己中心的な性格。紗鳥も苦手とするタイプ。
なぜか、犬のぬいぐるみ「ニャー君」をいつも持ち歩いている。そのためか、口癖にも「ニャー君も『-』と断言しています」とニャー君が登場する。
先天性の心臓疾患を持っており、4巻のラストで死亡。その際、一緒に来てくれると信じて（その段階において、この世界で生きたいと決意していた）蛍を刺殺し、成仏する。
タナトス(アリス)
4巻より登場。耀の友人である霊能力者でこの世で最強の霊能力者。偽名であり、以前はハデスと名乗っていた。霊体物質化能力が使える蛍に興味を持ち、ヘルメスとして蛍に近づく。
ユウに「現実味が無くて気持ち悪い」と言われるほどの美少年である。
人当たりもよく一見完璧な男だが、蛍からは本能的に嫌われている。また、自分の気に入らない人や関係の無い人には冷酷な一面も持つ。
どんな霊体（体内にあっても）だろうと簡単に服従させる「王の力」を持っている事から死者の王と呼ばれている。
正体はアリス・ヒュプノスという女性だが、アデルであると思わせるような言動を多くしている。また、タナトスというのはヒュプノスの兄という意味。
雨森 沙里（あまもり さり）
5巻より登場。神無家でお手伝いとして雇われている少女で、17歳だが幼い容姿のために、神無家で会った陽慈から中学生に間違えられている。
強力な霊引体質を持っている。そのため、霊の進入を防ぐ結界が張ってあり、霊能力者が常にいる神無家で身を守るために住み込みで働いている。
敵の霊を引きつけるための囮として利用されることも多い。
水月 鏡花（みづき きょうか）
5巻より登場。神無家でマテリアルゴースト退治をしている、女性のマテリアルゴースト。
深螺の家族を除き、深螺を呼び捨てにする唯一の人物。
非常に高い戦闘能力を持ち、霊以外に対して死角を持つ深螺の物理面のフォローをしている。
正体はマテリアルゴースト化した蛍。
アデル・ヒュプノス
アリスの双子の兄。アリスとともに研究所で人工的に作られた。王の力を持っている。
アリスを助けるために王の力を使おうとするが、慣れていなかったため制御できず、意識不明となる。
その際、王の力が無くなることを恐れられて、その力の宿った心臓をアリスに移植される。
アリス・ヒュプノス
アデルの双子の妹。アデルとともに研究所で人工的に作られた。死者から搾取する力をもっている。
アデルと霊力を分け合っていたため、アデルの圧倒的な霊力がアリスの霊力とならされてしまうことを恐れられ殺されそうになるも、アデルが阻止する。
その際に意識不明となったアデルの心臓を移植されることで王の力を得るが、そのことにショックを受け、タナトスとして生きるようになる。
春沢 芳子（はるさわ よしこ）
蛍が事故で入院した病院の看護師。
ホタル
蛍の死後に紗鳥が飼い始めた黒猫。名前は蛍からとって名づけられた。
正体はマテリアルゴースト化した蛍。

## 用語
私立現守高校（しりつあらかみこうこう）
蛍たちが通う高校。特徴が無い。
霊力
霊体の力の根源。消費することもあり、完全になくなると霊体は消滅する。
霊力が集まっているところや、弱い霊などを取り込むことで、霊力を増大もしくは回復することが出来る。
また、蛍の能力によって物質化している際に食事を取る事で、その分の霊力を回復できる。
霊体物質化能力
自分の半径2m内の幽霊を実体化させる、蛍が持つ能力。効果範囲は徐々に増えていっており、1巻では2mだったが、3巻では約3mまで拡大。
体の一部分が効果範囲内に入っていれば、全体が物質化する
また、霊体が他の物質と重なっている場合に物質化した場合、質量が小さいほうが弾かれる。
物質化中に傷を負った場合、範囲外に出れば傷は自動的に修復される。しかし、その分の霊力を消費するため、あまりに大きな傷を負うと霊力を使いきってしまい自動的に霊体は消滅する。
マテリアルゴースト
霊体物質化能力により物質化した霊の総称。普通の霊と違い霊視能力が無い一般人でも見たり、触わったりすることが出来、霊力の強さに比例して戦闘力が上がっていく。
世界の意思
世界中の全ての生き物たちの無意識が集まったもの。世界の秩序を維持しようとする力を持っている。ユウを作った。
5巻では、確固たる意識を持ったユウが、同化した事で意識を持つようになり、世界の意志となった。事実上の神。
恋愛遍歴目視能力
陽慈が持つ特殊能力で、その相手が何人ぐらいと付き会ったことがあるか、今付き合っている人、好きな人がいるかどうかが、一目で分かるという代物。
王の力
タナトスが持つ能力で、元はアデル・ヒュプノスが持っていたもの。
どのような霊体であっても簡単に服従させたり消滅させたりと、霊体の存在そのものを操ることのできる能力。
死者から搾取する力
アリス・ヒュプノスが持っていた力。
中に居る
都市伝説にまでなった最強クラスの悪霊。
駅のホームに潜みメリーさんの電話のような方法で犠牲者に近づき、最後は体を乗っ取って投身自殺を誘発させる。
顔剥ぎ
「美女連続顔剥ぎ殺人事件」の黒幕である悪霊、生前に容姿のことで差別され続けたため、美しい女性を強く憎んでいる。
とり憑いた人間を完全に支配する「完全憑依型」の霊であり、中に居るに匹敵する霊力を持つ。
楔（くさび）
深螺の使っている霊。
顔剥ぎと同じく完全憑依型の霊である。
一度、蛍に憑依したまま暴走したことがある（暴走の原因はタナトスだと思われる。憑依した後は世界の意思の圧力に耐えられず、狂ったような言動になった）。

## 漫画
原作に沿ったストーリーとなっていた。

## 既刊一覧

### 原作
| 巻数 | 題名                | 初版発行日付（発売日）   | ISBN              |
| ---- | ------------------- | ------------------------ | ----------------- |
| 1    | マテリアルゴースト  | 2006年1月25日（1月20日） | 978-4-8291-1789-7 |
| 2    | マテリアルゴースト2 | 2006年5月25日（5月20日） | 978-4-8291-1819-1 |
| 3    | マテリアルゴースト3 | 2006年9月25日（9月20日） | 978-4-8291-1864-1 |
| 4    | マテリアルゴースト4 | 2007年1月25日（1月20日） | 978-4-8291-1888-7 |
| 5    | マテリアルゴースト0 | 2007年4月25日（4月20日） | 978-4-8291-1906-8 |
| 6    | マテリアルゴースト5 | 2007年5月25日（5月19日） | 978-4-8291-1927-3 |

### 漫画
- 葵せきな（原作）・てぃんくる（キャラクター原案）・星野円（作画） 『マテリアルゴースト』 富士見書房〈ドラゴンコミックスエイジ〉、全2巻
  1. 2012年1月7日初版発行（同日発売[9]）、ISBN 978-4-04-712772-2
  2. 2012年7月20日初版発行（7月18日発売[10]）、ISBN 978-4-04-712813-2